# Domanín (okres Jindřichův Hradec)
Domanín (německy Domanin) je obec, která se nachází v okrese Jindřichův Hradec v Jihočeském kraji, zhruba 4 km jihozápadně od Třeboně. Severně od katastru obce, který sahá až k Třeboni, se prostírá rybník Svět, na straně východní pak Opatovický rybník. Žije zde 428 obyvatel.

## Historie
První písemná zmínka o obci pochází z roku 1367. Jsou zmiňovány dvůr a obec téhož jména v majetku rytíře Franka ze Zelině, později Jana Podkovičky z Domanína a ze Lhoty. Poté dalšími vlastníky byli rytíř Petr z Miletína a třeboňský klášter. Po zrušení kláštera císařem Josefem II., připadl Domanín vlastníku třeboňského panství Janu Nepomuku ze Schwarzenbergu.
Ve 14. a 15. století se krajina kolem Domanína výrazně změnila zakládáním nových rybníků, vysoušením zamokřeného území byla získána půda vhodná k polnímu hospodaření. V kronice se nalézá zápis, že za husitských válek byla vesnice několikrát vypálena. Také v průběhu třicetileté války ji údajně stihl podobný osud, kdy „většina lidu byla povražděna a hladem umořena“. Roku 1866 postihla Třeboň a okolí cholera, kterou sem zavleklo pruské vojsko. Protože Domanínu připadla povinnost vojáky pohostit, zřejmě se místní lidé touto chorobou nakazili.

## Pamětihodnosti
- Pohřební kaple Schwarzenberská (tzv. Schwarzenberská hrobka) v Třeboňském parku u rybníka Svět.
- Socha Anděla Strážce v Třeboňském parku.
- Hřbitovní kostel sv. Jiljí u rybníka Svět (u pláže Ostende) na hranici s Třeboňským katastrem. Kostel sloužil k pohřbívání členů rodu Schwarzenbergů až do doby, kdy byla postavena nová hrobka. Na hřbitově je pochován cestovatel Jiří Hanzelka.
- Kaple sv. Václava na návsi v Domaníně,[4] postavená v roce 1924 podle návrhu Bohumila Pýchy, v roce 1926 vyzdobená v interiéru nástěnnými malbami Karla Svolinského.[5]
- Národní kulturní památka Rožmberská rybniční soustava[6]